# Les Mills
Leslie ("Les") Roy Mills, född 1 november 1934 i Auckland, är en pensionerad nyzeeländsk idrottare, som bland annat tävlade i kulstötning, diskuskast och tyngdlyftning. Han har också varit borgmästare i Auckland mellan 1990 och 1998.